# Calpanthula
Genre
Calpanthula est un genre de cnidaires anthozoaires de la famille des Botrucnidiferidae.

## Liste des espèces
Selon World Register of Marine Species (15 mai 2023) :
- Calpanthula guinensis  Van Beneden, 1897

## Systématique
Le nom valide complet (avec auteur) de ce taxon est Calpanthula Van Beneden, 1897.